# 구주제약
구주제약(歐州製藥, GUJU Pharm Co., Ltd.)은 대한민국의 제약회사이다.

## 역사
구주제약 주식회사는 1974년 12월 23일 정재항 대표이사에 의해 설립되었으며, 1977년 8월 25일 이일웅 대표이사 취임, 1978년 3월 17일 서울특별시 영등포구에서 약국을 운영하던 김명섭 명예회장이 구주제약 주식회사를 인수하면서 대표이사로 취임하였다. 1988년 5월 화성공장 준공, 1997년 3월 김우태 각자 대표이사 취임, 1998년 3월 서울특별시 영등포구 여의나루로 53-2 원창빌딩에 위치했던 본사를 서울특별시 영등포구 버드나루로 50 (지금의 위치)으로 이전했으며, 1999년 5월 중앙연구소를 설립하였다. 2013년 6월 김명섭 명예회장이 소천하면서 김우태 사장이 단일 대표이사로 활동중이다.

## 연혁
- 1974년 12월 23일 구주제약 주식회사 설립
- 1978년 3월 17일 김명섭 회장, 구주제약 인수 및 대표이사 취임
- 1984년 3월 5일 전시의약품 동원업체로 지정
- 1985년 2월 11일 유망중소기업 선정(중소기업 진흥공단)
- 1987년 5월 24일 화성공장 기공식 (경기도 화성군 정남면 제기리 산 25-1)
- 1987년 9월 1일 서울 영등포구 여의도동 26-3 원창빌딩 내 서울 본사 확대 개편
- 1988년 5월 4일 화성공장 1차 준공
- 1988년 5월 4일 화성공장 주소 이전 (경기도 화성군 정남면 제기리 산 25-4)
- 1992년 6월 26일 공장 KGMP 적격업체 지정 (내복고형제, 점안제, 내복액제, 연고제)
- 1995년 6월 29일 화성공장 2차 준공
- 1997년 3월 김우태 각자 대표이사 취임
- 1998년 3월 26일 서울 본사 건물 이전 (서울특별시 영등포구 영등포동2가 94-119)
- 1999년 5월 중앙연구소 설립 (경기도 화성군 정남면 제기리)
- 2002년 8월 30일 화성공장 QC, 중앙연구소 증축 공사
- 2003년 2월 17일 화성공장 물류창고 증축
- 2004년 1월 1일 김우태 사장 취임
- 2005년 1월 10일 중앙연구소 확장 개소(박사급 연구원 증원)
- 2007년 6월 30일 화성공장 본관 생산동 리모델링 공사 완료
- 2009년 5월 30일 신관 주사제동 자동화라인 리모델링 완료
- 2013년 6월 21일 故 김명섭 회장 소천
- 2013년 7월 12일 김우태 사장, 단일 대표이사 취임
- 2013년 9월 17일 화성공장 신관동 증축, 연질캡슐, 내용고형제 라인 이전 및 확장 완료
- 2014년 1월 3일 서울 본사 12층 사무실 리모델링 공사
- 2017년 2월 27일 서울 본사 2층 사무실 신설
- 2018년 10월 5일 중앙연구소 확장 이전 (경기도 수원시 영통구 창룡대로 260, 광교센트럴비즈타워)

## CI 변천사
|                 |
| 1978년 ~ 1985년 |

|                 |
| 1986년 ~ 1988년 |

|                 |
| 1988년 ~ 1992년 |

|                 |
| 1993년 ~ 1998년 |

|                 |
| 1998년 ~ 2013년 |

|                 |
| 2014년 ~ 2017년 |

|               |
| 2017년 ~ 현재 |

## 제품
| - 라니비스정 - 아토릭스정 - 엠포민 정 - 심바크린 정 - 클리프 캡슐 - 휘가에스 캡슐 - 메타맥스 정 - 뉴락손 주 - 이바넬 주 - 히루맥스 주 - 구주 펜타닐시트르산염주사 | - 인프라센 액 - 파워폴 연질캡슐 - 조인파워 연질캡슐 - 알코덱스 액 - 엘씨500 연질캡슐 - 복합엘씨500 연질캡슐 - 포맨 액 | - 엘씨메가코큐텐 |

## 사업장
- 서울본사: 서울특별시 영등포구 버드나루로 50, 12층 (영등포동2가, 리버타워 오피스텔)
- 화성공장 및 본점 : 경기도 화성시 정남면 덕절제기길 5
- 중앙연구소: 경기도 수원시 영통구 창룡대로 260, 814~821호 (이의동, 광교센트럴비즈타워)

## 관련페이지
구주제약 홈페이지 (http://guju.co.kr/)